# محمد راضي
محمد راضي (14 أكتوبر 1939 - 11 أكتوبر 2017)، مخرج و منتج سينمائي مصري.
وُلِد في محافظه الغربية بجمهورية مصر العربية. تخرج في كلية الحقوق (جامعة القاهرة) عام 1962 ثم حصل على بكالوريوس المعهد العالي للسينما عام 1964. عمل مخرجا في التلفزيون العربي (التلفزيون المصري حاليا) فور تخرجه حيث أخرج عدد من الأفلام التسجيلية ثم عمل في الإخراج السينمائي بادئا بفيلميه الروائيين القصيرين المقيدون للخلف والفراشة اللذان حازا على إعجاب النقاد ليبدأ مشواره السينمائي ويصبح من أبرز صناع هذا الفن طوال 50 عاما هم عمر مشواره الفني حيث أنتج وأخرج عدد من الأفلام تعد من أهم أفلام السينما المصرية. (المصدر : الموقع الرسمي ل محمد راضي )
عام 1968 أسس محمد راضي جماعة السينما الجديدة التي كانت تهدف لخلق تيار جديد في السينما المصرية والتي ضمت في عضويتها شباب السينما المصرية آنذاك والذين أصبحوا من أبرز صناعها فيما بعد. وظل رئيسا لها لمده 6 سنوات. ( المصدر :الموقع الرسمي لمحمد راضي )

## أعماله

### تأليف
- فين قلبي: 2017 - فيلم- مؤلف
- الكومي: 2001 - مسلسل- سيناريو
- حائط البطولات: 1998 - فيلم- سيناريو
- موعد مع الرئيس: 1990 - فيلم - معالجة درامية

### إخراج
| - الكومي: 2001 - مسلسل- مخرج - حائط البطولات: 1998 - فيلم- مخرج - الحجر الداير: 1992 - فيلم- مخرج - موعد مع الرئيس: 1990 - فيلم- مخرج - موعد مع القدر: 1987 - فيلم- مخرج - الهروب من الخانكة: 1986 - فيلم- مخرج | - الإنس والجن: 1985 - فيلم- مخرج - أمهات في المنفى: 1981 - فيلم- مخرج - الجحيم: 1980 - فيلم- مخرج - وراء الشمس: 1978 - فيلم- مخرج - العمر لحظة: 1978 - فيلم- مخرج | - صانع النجوم: 1976 - فيلم- مخرج - الأبرياء: 1974 - فيلم- مخرج - أبناء الصمت: 1974 - فيلم- مخرج - أنا وابنتي والحب: 1974 - فيلم- مخرج - الحاجز: 1972 - فيلم- مخرج | - الفراشة: 1968 - فيلم قصير- مخرج - هل تعرفين معنى الحزن: 1968 - فيلم- مخرج - المقيدون للخلف: 1965 - فيلم قصير- مخرج - خان الخليلي: 1964 - مسرحية - مساعد مخرج مسرحي - اقرأ - مسلسل - مخرج |

### إنتاج
| - تسعة: 2015 - فيلم- منتج - حبك نار: 2004 - فيلم- منتج - فيلم هندي: 2003 - فيلم- منتج فنى - فتاة من إسرائيل: 1999 - فيلم- منتج | - زيارة السيد الرئيس: 1994 - فيلم - مشرف عام على الإنتاج - ثلاثة على الطريق: 1993 - فيلم - إشراف عام على الإنتاج - موعد مع القدر: 1987 - فيلم- منتج - الإنس والجن: 1985 - فيلم- منتج | - أمهات في المنفى: 1981 - فيلم- منتج - وراء الشمس: 1978 - فيلم- منتج - صانع النجوم: 1976 - فيلم- منتج | - الظلال في الجانب الآخر: 1974 - فيلم- منتج منفذ - أغنية على الممر: 1972 - فيلم- منتج - المقيدون للخلف: 1965 - فيلم قصير - منتج |

### أخرى
- مساء الفن: 2016 - برنامج - ضيف
- الكرنك: 1975 - فيلم - المعارك الحربية

## الجوائز
المقيدون للخلف : الجائزة الأولى لمهرجان سينما الشباب 1968
- الحاجز : تمثيل مصر في مهرجان كان السينمائي الدولي
- الأبرياء : جائزة أحسن تصوير من المركز القومي للسينما
- أبناء الصمت : تمثيل مصر بمهرجان موسكو في روسيا/جائزة المركز الكاثوليكي 1975/ شهادات تقدير من وزاره الثقافة في الإخراج والإنتاج والتمثيل التصوير والمكياج والصوت والنقد/ تم اختيار الفيلم ضمن أحسن 100 فيلم في تاريخ السينما المصرية.
- وراء الشمس : حصل على الفيلم على 7 جوائز من وزاره الثقافة سلّمها الرئيس السادات وهي الإنتاج والتمثيل والتصوير والموسيقى والديكور والمونتاج والأفيش/4 شهادات تقدير من جمعية فن السينما/ وهي للإخراج والتمثيل والتصوير والموسيقى/شهادتين تقدير للمخرج محمد راضي عن الإخراج والإنتاج من جمعية الفيلم/
- العمر لحظة : جائزة الصوت/جائزة الدولة أحسن ممثل ثاني للفنان أحمد زكي
- الجحيم : 4 جوائز من المهرجان القومي للسينما في التصوير والموسيقى والديكور والمونتاج
- أمهات في المنفى : شهاده تقدير من مهرجان الإسكندرية الدولي/شهادتي تقدير من أكاديمية الفنون عن الإخراج والإنتاج
- الأنس والجن : جائزة أحسن ممثلة ليسرا من المركز الكاثوليكي
- الهروب من الخانكة : جائزة أحسن مخرج من جمعية فن السينما/جائزة/أحسن ممثل/ممثلة /ديكور/موسيقى/ تصوير/موسيقى من جمعية الفيلم
- موعد مع القدر : جائزة المركز الكاثوليكي للسينما
- موعد مع الرئيس :الجائزة الأولى في الإخراج وجائزة أحسن فيلم من مهرجان واجادوجو ببوركينا فاسو
- الحجر الداير : جائزة أحسن ممثلة لليلى علوي من المهرجان القومي للسينما.

## تكريمات
تم تكريم محمد راضي تقديرا لمشواره الفني في الإخراج والإنتاج السينمائي وذلك بمناسبة الاحتفال بمئوية السينما المصرية/
تكريم وزارة الثقافة للمخرجين الحاصلين على جوائز دولية/
تكريم المهرجان القومي الحادي عشر 2005 تقديرا لمشوارة الفني وإصدار كتاب عنه بعنوان محمد راضي فارس من زمن الصمت/ 
تكريمات عدد من الجمعيات الأدبية والفنية (رابطه الأدب الحديث/الكتاب والأدباء بالإسكندرية/إعلاميي وفناني الجيزة/فناني الشاشة الصغيرة/محافظة كفر الشيخ تكريم جمعية الفيلم 2009 تقديرا لمشواره المتميز) وغيرها من التكريمات طوال مشواره الممتد عبر 50 عاما ترك بصمات خلالهما لا تمحى بإجماع النقاد والسينمائيين والجمهور .

## وصلات خارجية
- موقع محمد راضي
- محمد راضي على موقع IMDb (الإنجليزية)
- محمد راضي على موقع الدهليز
- محمد راضي على موقع قاعدة بيانات الأفلام العربية
- محمد راضي على موقع قاعدة بيانات الفيلم (الإنجليزية)